# Tysklands Grand Prix 1956
Tysklands Grand Prix 1956 var det sjunde av åtta lopp ingående i formel 1-VM 1956.  

## Resultat
1. Juan Manuel Fangio, Ferrari, 8+1 poäng
2. Stirling Moss, Maserati, 6
3. Jean Behra, Maserati, 4
4. Paco Godia, Maserati, 3
5. Louis Rosier, Ecurie Rosier (Maserati), 2

### Förare som bröt loppet
- Ottorino Volonterio, Ottorino Volonterio (Maserati) (varv 16, för få varv)
- André Milhoux, Gordini (15, motor)
- Alfonso de Portago, Ferrari[1]
- Peter Collins, Ferrari[1] (14, olycka)
- Harry Schell, Scuderia Centro Sud (Maserati) (13, överhettning)
- Luigi Villoresi, Luigi Piotti (Maserati) (13, motor)
- Luigi Musso, Ferrari[2]
- Eugenio Castellotti, Ferrari[2] (11, olycka)
- Peter Collins, Ferrari[3](8, bränsleläcka)
- Eugenio Castellotti, Ferrari (5, elsystem)
- Umberto Maglioli, Maserati (3, styrning)
- Horace Gould, Gould's Garage (Maserati) (3, oljetryck)
- Roy Salvadori, Gilby Engineering (Maserati) (2, upphängning)
- Robert Manzon, Gordini (0, upphängning)
- Giorgio Scarlatti, Scuderia Centro Sud (Ferrari) (0, motor)

### Förare som diskvalificerades
- Bruce Halford, Bruce Halford (Maserati) (varv 20, knuffades igång efter snurrning)

### Förare som ej startade
- Cesare Perdisa, Maserati (olycka) (bilen kördes av Umberto Maglioli)
- André Pilette, Gordini (olycka) (bilen kördes av André Milhoux)
- Luigi Piotti, Luigi Piotti (Maserati) (bilen kördes av Luigi Villoresi)